# Meliá Hotels International
Meliá Hotels International — испанская компания, оператор гостиниц. Под управлением компании по состоянию на 2023 год находилось 350 гостиниц в 38 странах сетей Gran Melia, Paradisus, Melia, Innside by Melia, Tryp by Wyndham, Sol Hotels и других. Контрольный пакет акций принадлежит основателю, Габриэлю Эскарреру (Gabriel Escarrer), с 2023 года компанию возглавляет его сын, Габриэль Эскаррер Хауме. Основными регионом деятельности является Испания (более половины выручки), также значительно присутствие на Кубе, в Доминиканской Республике, Мексике, Бразилии, США, ряде стран Европы, Азии и Африки. Гостиницы компании ориентированы на средний и высокий ценовой сегмент.

## История
История компании началась в 1956 году, когда Габриэль Эскаррер арендовал гостиницу на 60 номеров в Пальма-де-Мальорке. В этот период Испания начинала становиться популярным туристическим центром, и предприятие Эскаррера приносила значительную прибыль, которая вкладывалась в покупку других гостиниц. К середине 1970-х годов компания Эскаррера, тогда называвшаяся Hoteles Mallorquines, освоила Канарские и Балеарские острова и начала расширять деятельность в материковую Испанию. В 1984 году компания, после поглощения сети Hotasa Hotel, стала крупнейшим оператором гостиниц в Испании и сменила название на Hoteles Sol. Выход на международный уровень состоялся в 1987 году строительством гостиницы в районе Нуса-Дуа (остров Бали, Индонезия). В июне того же 1987 года была куплена компания Meliá, которой принадлежало 22 гостиницы. После этого поглощения компания стала называться Sol Meliá. В июне 1996 года Sol Meliá провела первичное публичное предложение на Мадридской фондовой бирже. В конце 1990-х годов компания продолжала расширять свою сеть, в основном в Латинской Америке и Европе, только в 1999 году было построено 27 гостиниц и куплено 34.
В сентябре 2000 года была поглощена испанская компания Tryp Hotels с сетью из 60 отелей бизнес-класса в крупных городах Испании (из них 17 — в Мадриде). В 2003 году в партнёрстве с Hard Rock Cafe была открыта первая гостиница компании в США (в Чикаго), затем были открыты ещё две гостиницы (в Нью-Йорке и Сан-Диего), но в 2007 году партнёрство распалось. В июне 2011 года компания была переименована в Meliá Hotels International, S.A.

## Деятельность
По состоянию на 2023 год под управлением компании было 350 гостиниц в сумме на 92 тыс. номеров. На курортные гостиницы приходилось 60 % номеров, а на городские — 40 %.
Регионы деятельности:
- Испания, Марокко и Кабо-Верде — 139 гостиниц на 35 тыс. номеров;
- остальная Европа и Африка — 98 гостиниц на 20 тыс. номеров;
- Куба — 34 гостиницы на 14 тыс. номеров;
- остальная Америка — 37 гостиниц на 11 тыс. номеров;
- Азия — 42 гостиницы на 11 тыс. номеров.

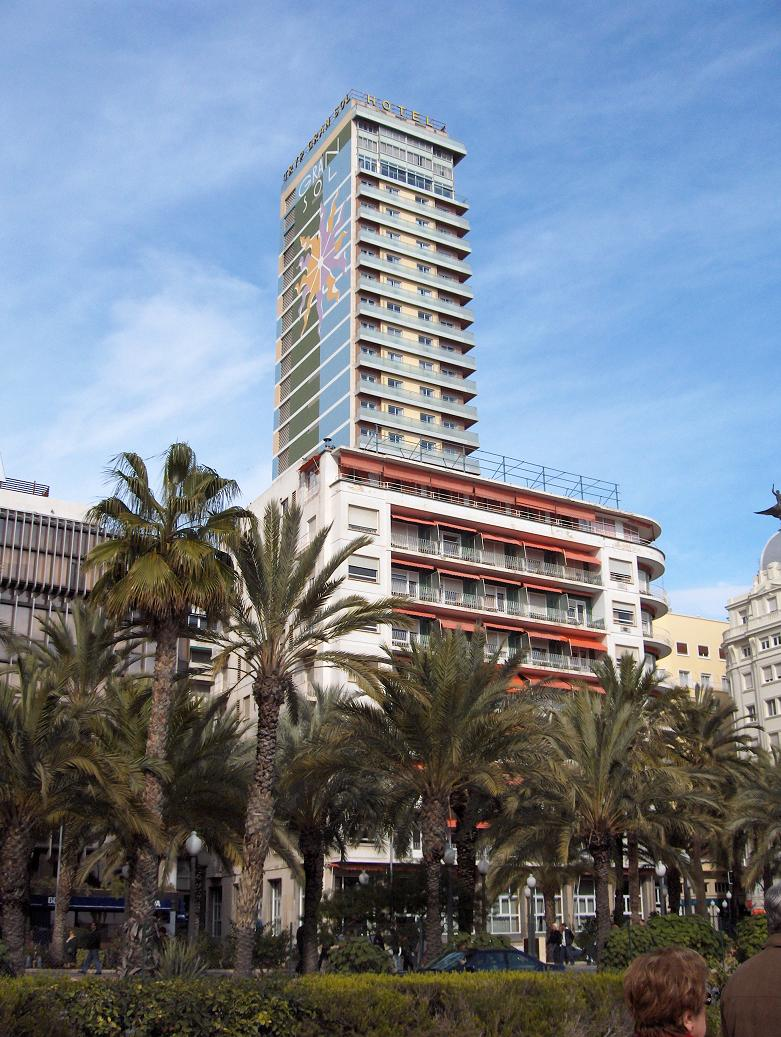
Gran Sol в Аликанте
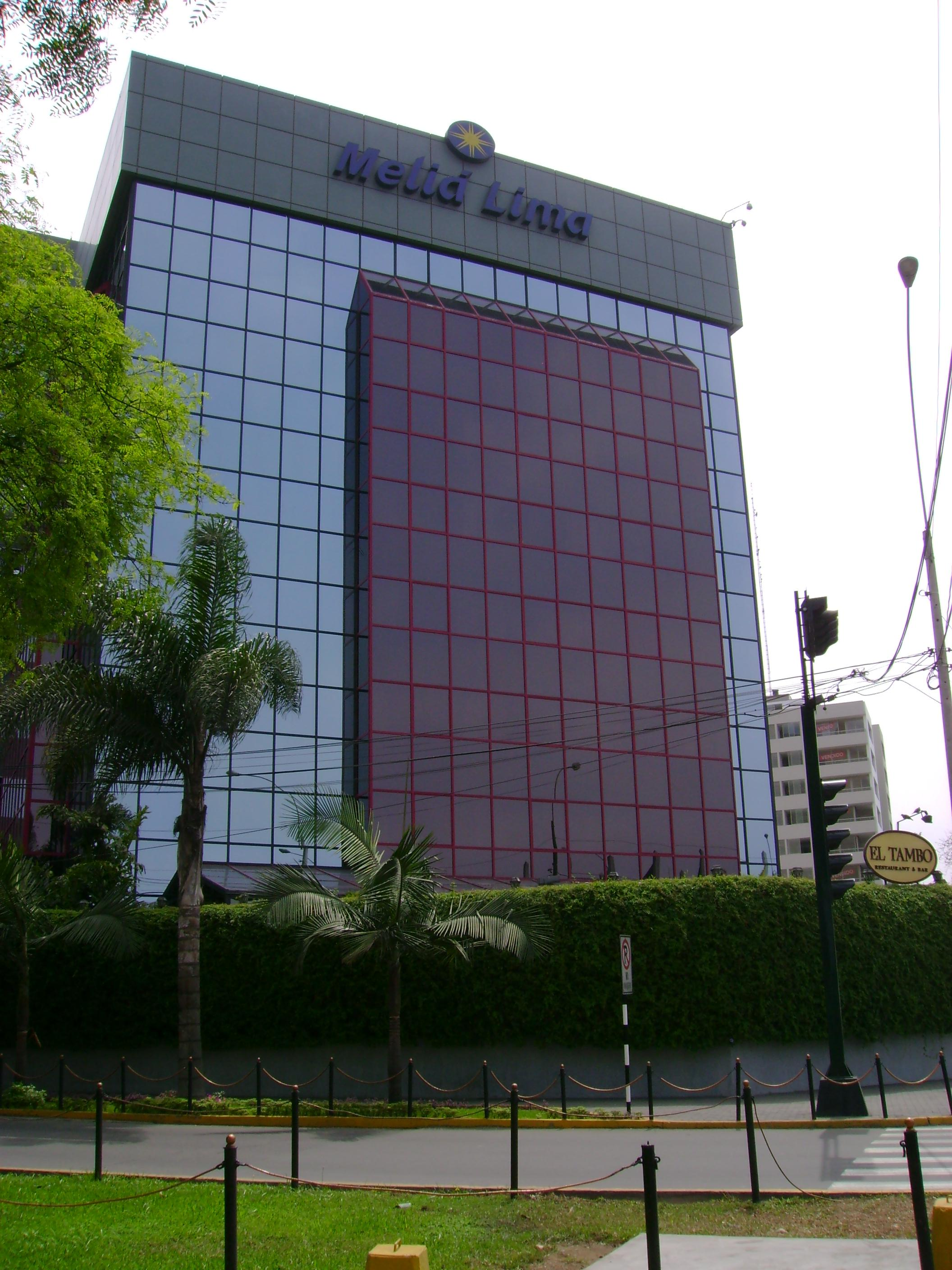
Melia Hotel (Лима)
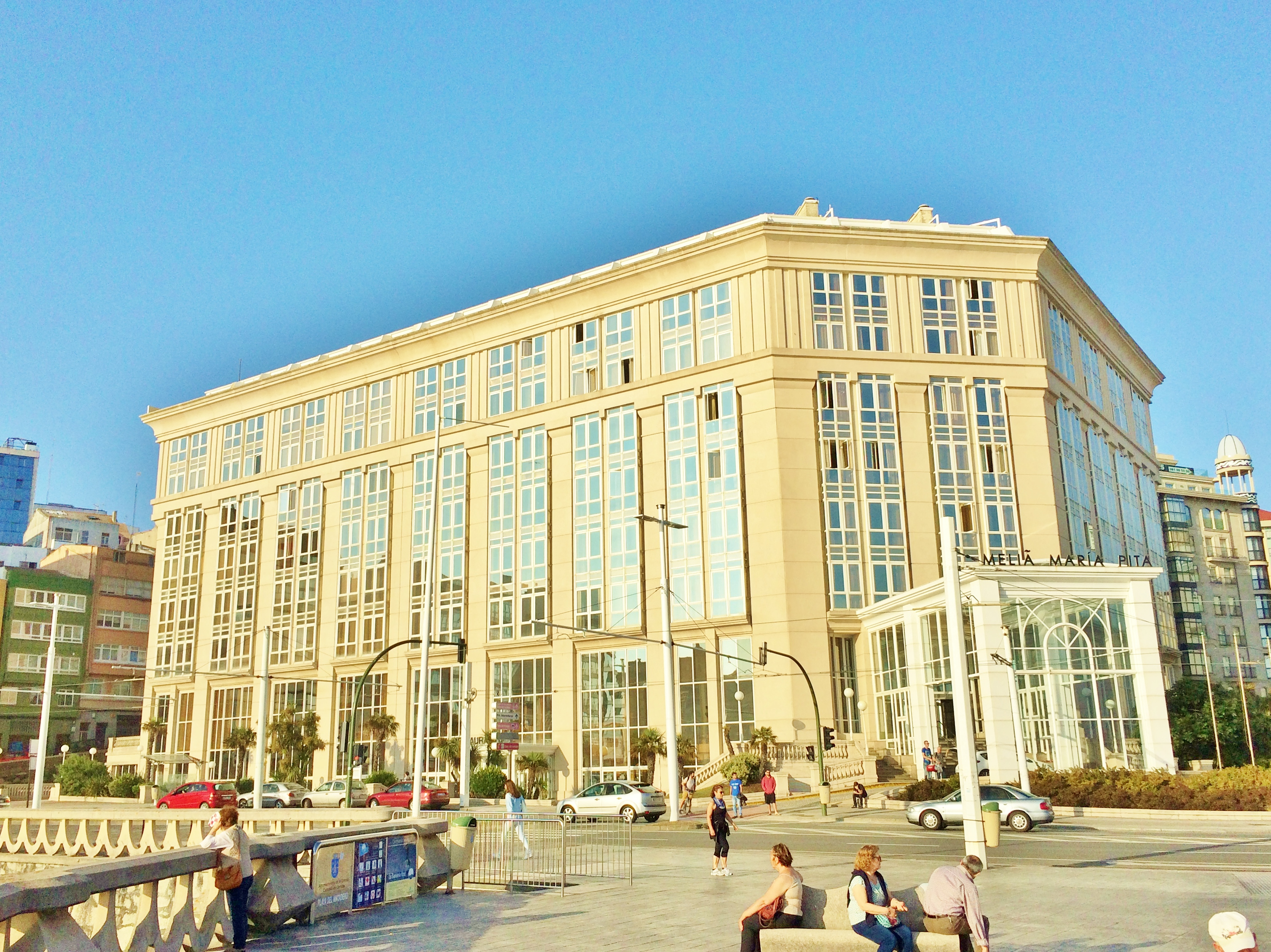
Hotel Meliã María Pita (Ла-Корунья)
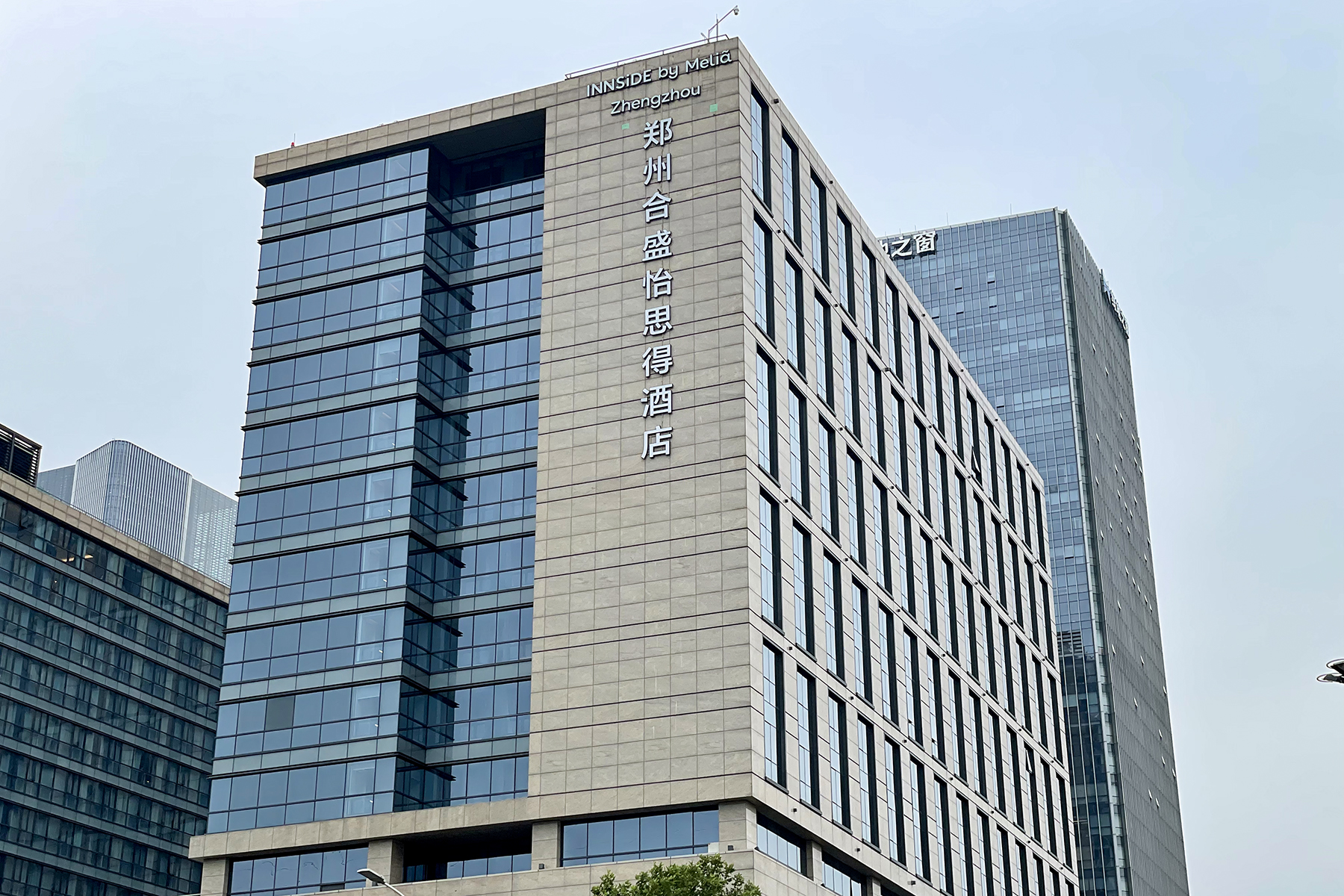
INNSIDE by Melia (Чжэнчжоу)